# Britton Wilson
Britton Wilson (* 13. November 2000 in Richmond, Virginia) ist eine US-amerikanische Sprinterin und Hürdenläuferin, die sich auf die 400-Meter-Distanz spezialisiert hat.

## Sportliche Laufbahn
Erste Erfahrungen bei internationalen Meisterschaften sammelte Britton Wilson im Jahr 2019, als sie bei den U20-Panamerikameisterschaften in San José in 58,19 s den fünften Platz über 400 m Hürden belegte. Anschließend begann sie ein Studium an der University of Arkansas und 2022 startete sie bei den Weltmeisterschaften in Eugene und belegte dort mit 54,02 s im Finale den fünften Platz. Zudem siegte sie mit der US-amerikanischen 4-mal-400-Meter-Staffel mit 3:17,79 min im Finale gemeinsam mit Talitha Diggs, Abby Steiner und Sydney McLaughlin. 2023 gewann sie den NCAA-Hallenmeistertitel über 400 Meter und verbesserte sich auf 49,48 s und stellte damit einen neuen Nordamerikarekord auf. Auch im Freien steigerte sie ihre Bestleistung über die Flachdistanz auf 49,13 s und blieb außer im NCAA-Finale über diese Distanz ungeschlagen. Im August startete sie bei den Weltmeisterschaften in Budapest, schied dort aber mit 53,87 s enttäuschend in der ersten Runde aus.

## Persönliche Bestleistungen
- 400 Meter: 49,13 s, 13. Mai 2023 in Baton Rouge
  - 400 Meter (Halle): 49,48 s, 11. März 2023 in Albuquerque (Nordamerikarekord)
  - 800 Meter (Halle): 2:02,13 min, 17. Februar 2023 in Fayetteville
- 400 m Hürden: 53,08 s, 25. Juni 2022 in Eugene